# Rio Tefé
 (octobre 2023).
Le fleuve Tefé (en portugais : rio Tefé) est un affluent du fleuve Amazone (section Solimões) dans l'État d'Amazonas, dans le nord-ouest du Brésil.

## Géographie

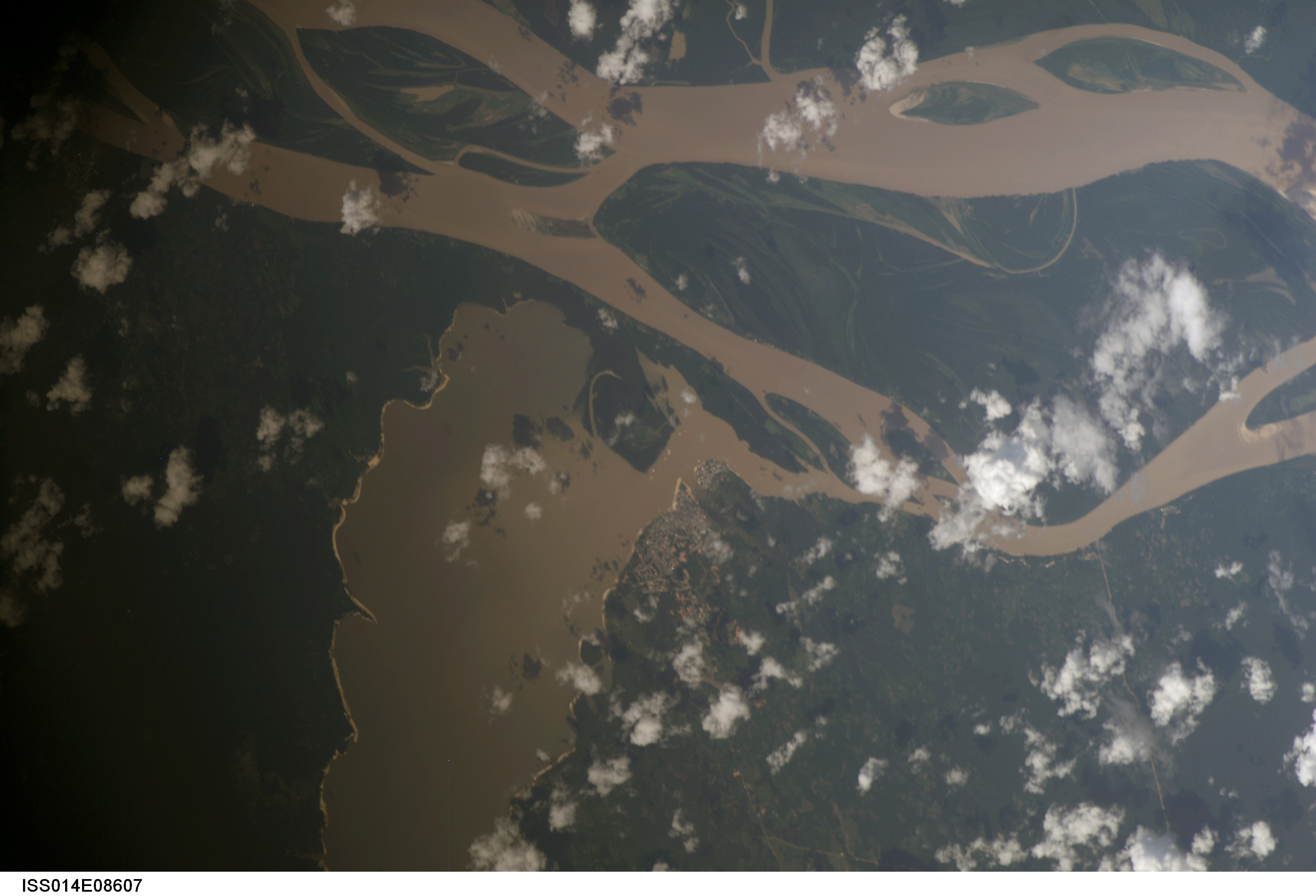
Le lac Tefé (en bas), point de passage du Rio Tefé avant de se jeter dans le fleuve Amazone (en haut).

Long de 450 kilomètres, il traverse l'écorégion des forêts humides de Juruá-Purus(en). Le fleuve forme la limite orientale de la forêt nationale de Tefé, sanctuarisée en 1989. Avant de se jeter dans le Rio Solimões, la partie de l'Amazone comprise entre la triple frontière Brésil-Colombie-Pérou et la ville de Manaus, il s'élargit pour former le lac Tefé, bordé par la ville de Tefé. 
La rivière Tefé est une rivière à eaux noires, du même type que le Rio Negro.

## Faune et flore
Fin septembre 2023, des milliers de cadavres de poissons ainsi que des dauphins d’eau douce ont été retrouvés échoués sur les rives du fleuve Tefé, probablement à cause de l’augmentation de la température de ses eaux qui a atteint 39 °C (8 °C de plus qu’en temps normal à la même période).